# Signoria di Werle
La Signoria di Werle (o Wenden) era uno stato del Sacro Romano Impero esistito fra il 1229 (o 1233) ed il 1436, situato nella parte centrale dell'attuale land tedesco del Meclemburgo-Pomerania Anteriore.

## Storia
Werle-Güstrow circa 1316
     Werle-Waren circa 1316

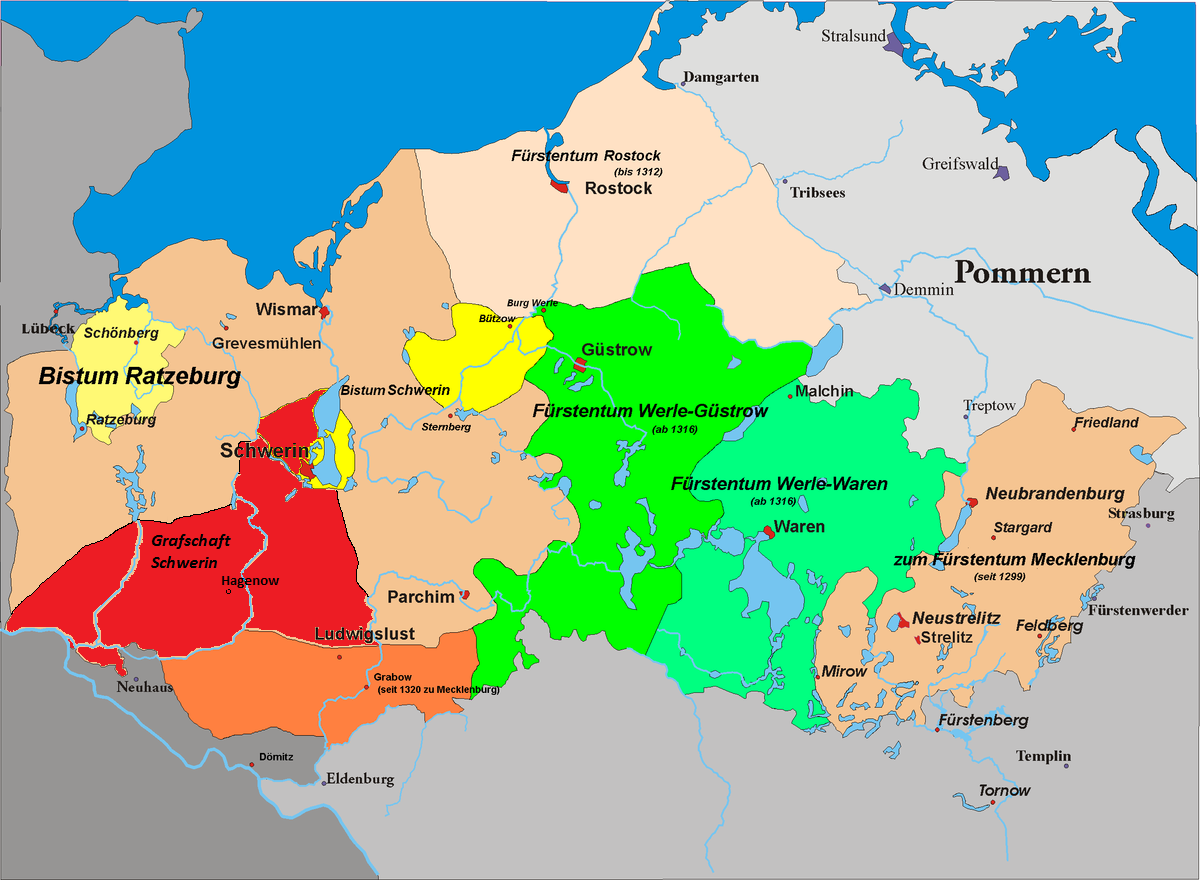
Mappa del Meclemburgo a inizio XIV secolo
Werle-Güstrow circa 1316
Werle-Waren circa 1316

La signoria di Werle fu istituita intorno al 1230 e seguito della prima partizione del Meclemburgo effettuata dai quattro figli maschi di Enrico Borwin II per suddividere fra loro il territorio del Meclemburgo ereditato dal padre alla sua morte. Da questa operazione nacquero quindi, accanto al Meclemburgo propriamente detto, le signorie di Werle, Rostock e Parchim-Richenberg. 
Il primo signore di Werle fu Nicola I di Werle, figlio secondogenito di Enrico Borwin II. Alla sua morte i figli dapprima regnarono congiuntamente, poi nel 1281 si divisero la terra dando luogo alla linea Werle-Güstrow e Werle-Parchim. Queste due linee vennero unificate da Nicola II di Werle nel 1294, che sconfisse i cugini che avevano ereditato la linea Werle-Güstrow. Tuttavia alla sua morte, nel 1316, si creò una nuova partizione fra il figlio Giovanni III, che diede luogo alla linea Werle-Goldberg, e lo zio Giovanni II il Calvo che ereditò la linea Werle-Güstrow. La linea Werle-Goldberg si estinse nel 1374 con Giovanni IV di Werle che morì senza eredi e pertanto si riunì con la linea Werle-Waren da Bernardo II di Werle.
La linea Werle-Güstrow proseguì unificata fino al 1347, quando con Bernardo II di Werle venne creata la linea Werle-Waren che si estinse nel 1425 con Christoforo di Werle che morì senza figli. Alla morte di Cristoforo tutte le linee vennero raggruppate sotto Guglielmo di Werle, che prese il titolo di Fürst zu Wenden, Herr zu Güstrow, Waren und Werle.
La Signoria di Werle si estinse nel 1436 con la morte di Guglielmo di Werle che non aveva figli maschi e il territorio ritornò alla casa di Meclemburgo. Il duca regnante alla data era Enrico IV di Meclemburgo-Schwerin, che quindi riunì sotto di se tutti i rami del casato di Meclemburgo.

## Territorio

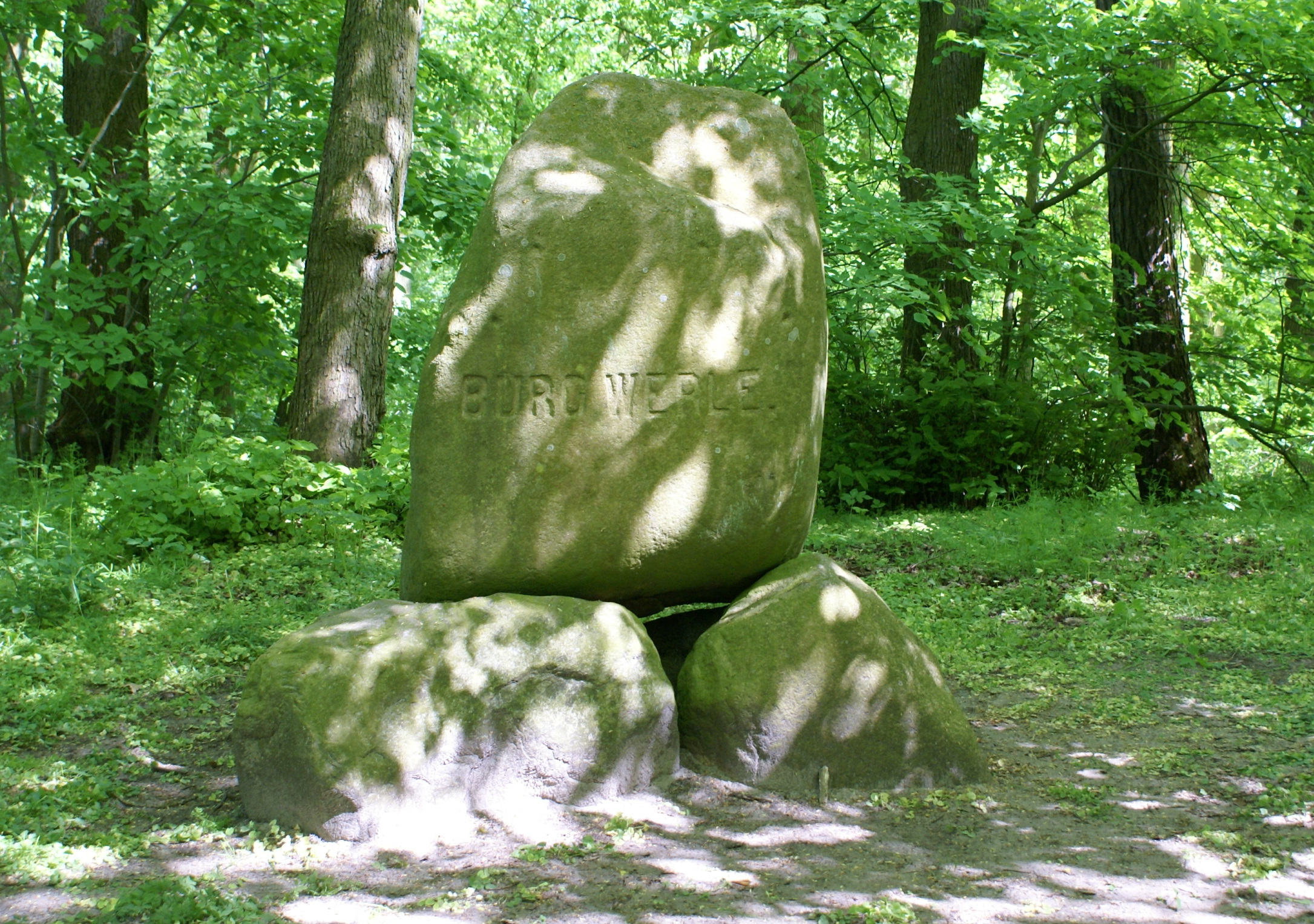
Cippo di granito posto sul luogo dove sorgeva il castello di Werle (Bug Werle)

La Signoria di Werle occupava una striscia di territorio nel Meclemburgo orientale che andava dalla città di Güstrow a ovest estendendosi in direzione sud-est fino poco oltre il lago di Müritz a est. Prende il nome dal castello di Werle, Burg Werle, che si trovava presso l'attuale Kassow, poco a nord di Güstrow.
Comprendeva, oltre al castello di Werle, Güstrow, Waren, Vipperow, Malchow, Teterow, Röbel, Krakow e  Laage.

## Signori di Werle

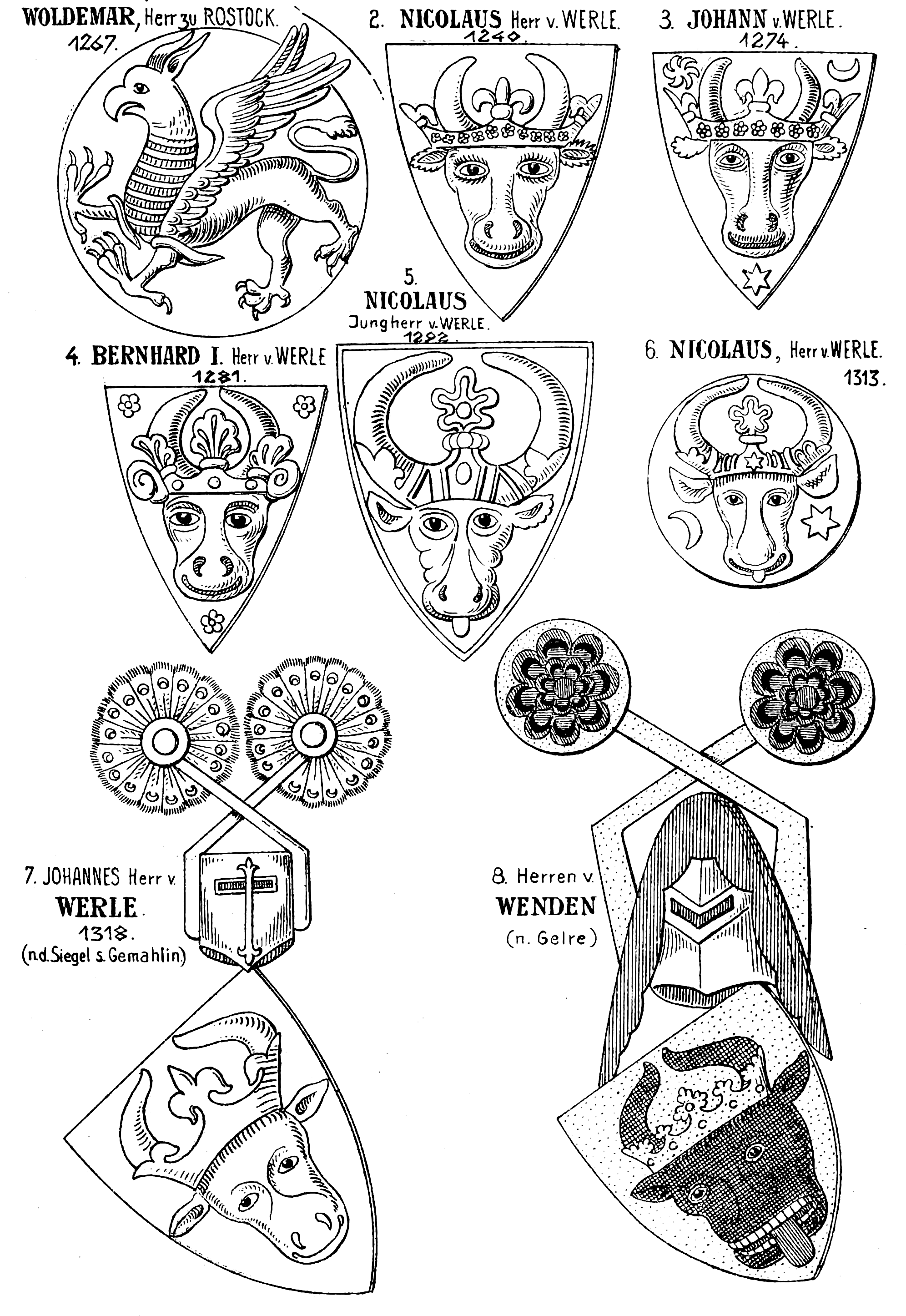
Sigillo e stemma di alcuni dei Signori di Werle (1 di 2)

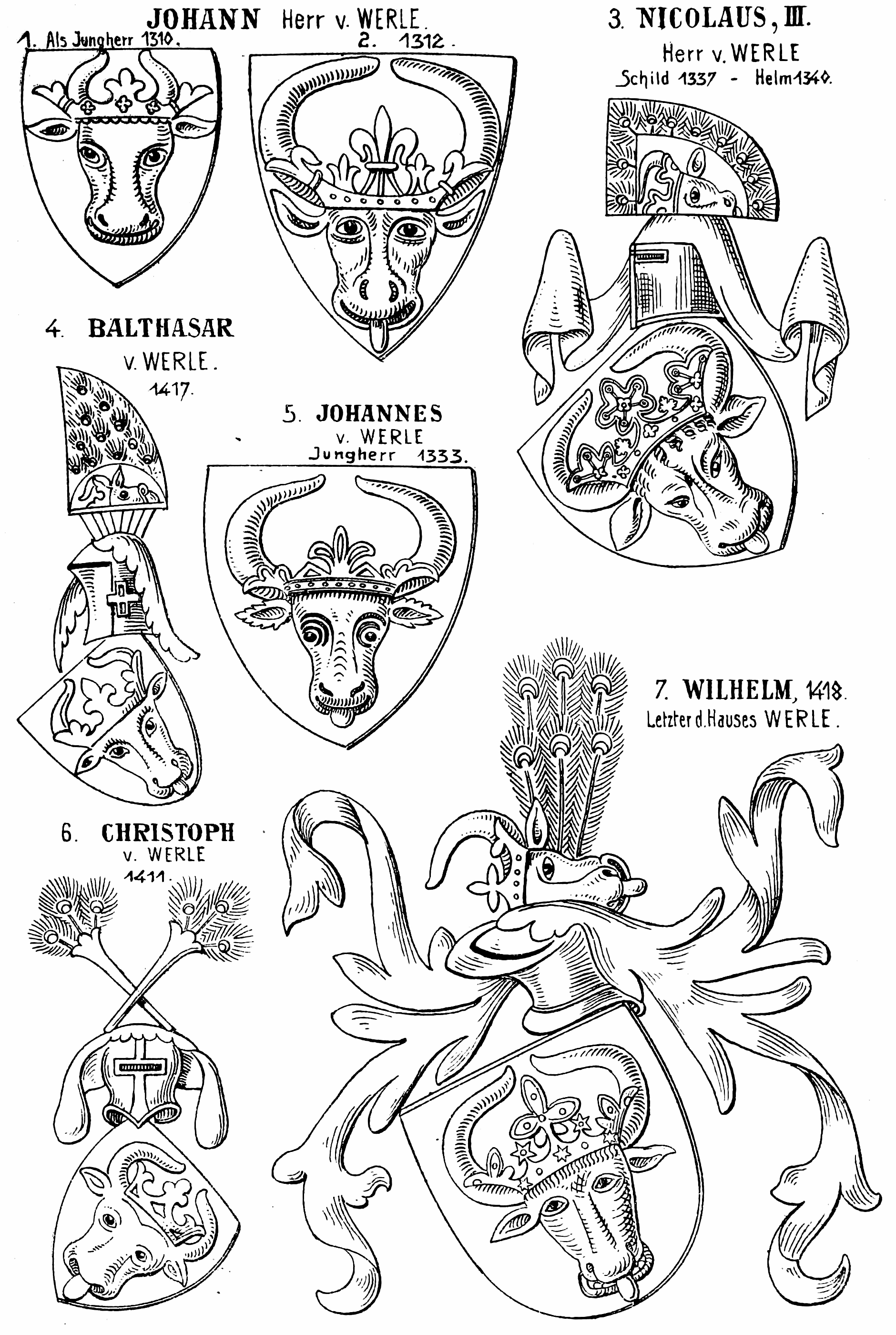
Sigillo e stemma di alcuni dei Signori di Werle (2 di 2)

|                                     |                                           |                                           |                                     |                                                |                                                          |                                |                                             |                                             |                                                  |                                                  |                                               |                                              |                                            |                                            |                                     |
|                                     |                                           |                                           |                                     |                                                | Signoria di Werle ~1229-1346 Nicola I di Werle 1227-1277 |                                |                                             |                                             |                                                  |                                                  |                                               |                                              |                                            |                                            |                                     |
|                                     |                                           |                                           |                                     |                                                |                                                          |                                |                                             |                                             |                                                  |                                                  |                                               |                                              |                                            |                                            |                                     |
|                                     |                                           |                                           |                                     |                                                |                                                          |                                |                                             |                                             |                                                  |                                                  |                                               |                                              |                                            |                                            |                                     |
|                                     | Werle-Güstrow Enrico I di Werle 1277–1291 | Werle-Güstrow Enrico I di Werle 1277–1291 |                                     |                                                |                                                          |                                | Werle-Parchim Giovanni I di Werle 1277–1283 | Werle-Parchim Giovanni I di Werle 1277–1283 | Bernardo I di Werle Lord di Prisannewitz (†1286) | Bernardo I di Werle Lord di Prisannewitz (†1286) |                                               |                                              |                                            |                                            |                                     |
|                                     |                                           |                                           |                                     |                                                |                                                          |                                |                                             |                                             |                                                  |                                                  |                                               |                                              |                                            |                                            |                                     |
|                                     |                                           |                                           |                                     |                                                |                                                          |                                |                                             |                                             |                                                  |                                                  |                                               |                                              |                                            |                                            |                                     |
| Enrico II di Werle 1291-1294        | Enrico II di Werle 1291-1294              | Nicola di Werle-Güstrow 1291-1294         | Nicola di Werle-Güstrow 1291-1294   | Nicola II di Werle 1283-1316                   | Nicola II di Werle 1283-1316                             |                                |                                             |                                             |                                                  |                                                  | Werle-Güstrow Giovanni II di Werle 1316–1337  | Werle-Güstrow Giovanni II di Werle 1316–1337 |                                            |                                            |                                     |
|                                     |                                           |                                           |                                     |                                                |                                                          |                                |                                             |                                             |                                                  |                                                  |                                               |                                              |                                            |                                            |                                     |
|                                     |                                           |                                           |                                     |                                                |                                                          |                                |                                             |                                             |                                                  |                                                  |                                               |                                              |                                            |                                            |                                     |
| unificata da · Nicola II di Werle · | unificata da · Nicola II di Werle ·       | unificata da · Nicola II di Werle ·       | unificata da · Nicola II di Werle · | Werle-Goldberg Giovanni III di Werle 1316–1350 | Werle-Goldberg Giovanni III di Werle 1316–1350           |                                |                                             |                                             | Nicola III di Werle 1337–1360                    | Nicola III di Werle 1337–1360                    |                                               |                                              | Werle-Waren Bernardo II di Werle 1339-1382 | Werle-Waren Bernardo II di Werle 1339-1382 |                                     |
|                                     |                                           |                                           |                                     |                                                |                                                          |                                |                                             |                                             |                                                  |                                                  |                                               |                                              |                                            |                                            |                                     |
|                                     |                                           |                                           |                                     |                                                |                                                          |                                |                                             |                                             |                                                  |                                                  |                                               |                                              |                                            |                                            |                                     |
|                                     |                                           |                                           |                                     | Nicola IV di Werle 1350–1354                   | Nicola IV di Werle 1350–1354                             |                                |                                             | Lorenzo di Werle 1360–1393                  | Lorenzo di Werle 1360–1393                       | Giovanni V di Werle 1360–1377                    | Giovanni V di Werle 1360–1377                 |                                              | Giovanni VI di Werle 1382–1385/95          | Giovanni VI di Werle 1382–1385/95          |                                     |
|                                     |                                           |                                           |                                     |                                                |                                                          |                                |                                             |                                             |                                                  |                                                  |                                               |                                              |                                            |                                            |                                     |
|                                     |                                           |                                           |                                     |                                                |                                                          |                                |                                             |                                             |                                                  |                                                  |                                               |                                              |                                            |                                            |                                     |
|                                     |                                           |                                           |                                     | Giovanni IV di Werle 1354–1374                 | Giovanni IV di Werle 1354–1374                           | Baldassarre di Werle 1393–1421 | Baldassarre di Werle 1393–1421              | Giovanni VII di Werle 1393–1414             | Giovanni VII di Werle 1393–1414                  | Guglielmo di Werle 1393–1436                     | Guglielmo di Werle 1393–1436                  | Nicola V di Werle 1385/95–1408               | Nicola V di Werle 1385/95–1408             | Cristoforo di Werle 1401–1425              | Cristoforo di Werle 1401–1425       |
|                                     |                                           |                                           |                                     |                                                |                                                          |                                |                                             |                                             |                                                  |                                                  |                                               |                                              |                                            |                                            |                                     |
|                                     |                                           |                                           |                                     |                                                |                                                          |                                |                                             |                                             |                                                  |                                                  |                                               |                                              |                                            |                                            |                                     |
|                                     |                                           |                                           |                                     | unificata da · Bernardo II di Werle ·          | unificata da · Bernardo II di Werle ·                    |                                |                                             |                                             |                                                  | Ducato di Meclemburgo · Enrico IV il Grasso ·    | Ducato di Meclemburgo · Enrico IV il Grasso · |                                              |                                            | unificata da · Guglielmo di Werle ·        | unificata da · Guglielmo di Werle · |